# Höbring
Höbring (estniska: Höbringi) är en by i Läänemaa i västra Estland, 75 km väster om huvudstaden Tallinn. Den hade sju invånare år 2011. Den ligger i den del av Nuckö kommun som ligger på fastlandet, norr om halvön Nuckö. Norr om Höbring ligger Ölbäck, västerut ligger Rickul och söderut Gambyn. På byns marker och öster om bebyggelsen ligger sumpmarken Sendrisoo. 
Höbring ligger i det område som traditionellt har varit bebott av estlandssvenskar och även det svenska namnet på byn är officiellt.